# Monumento Natural Vale dos Dinossauros

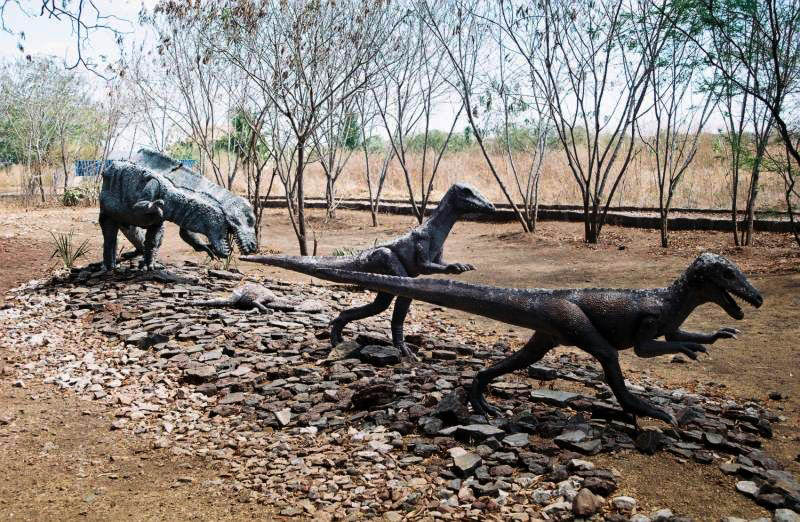
Maquetes de Dinossauros na Entrada do Parque.

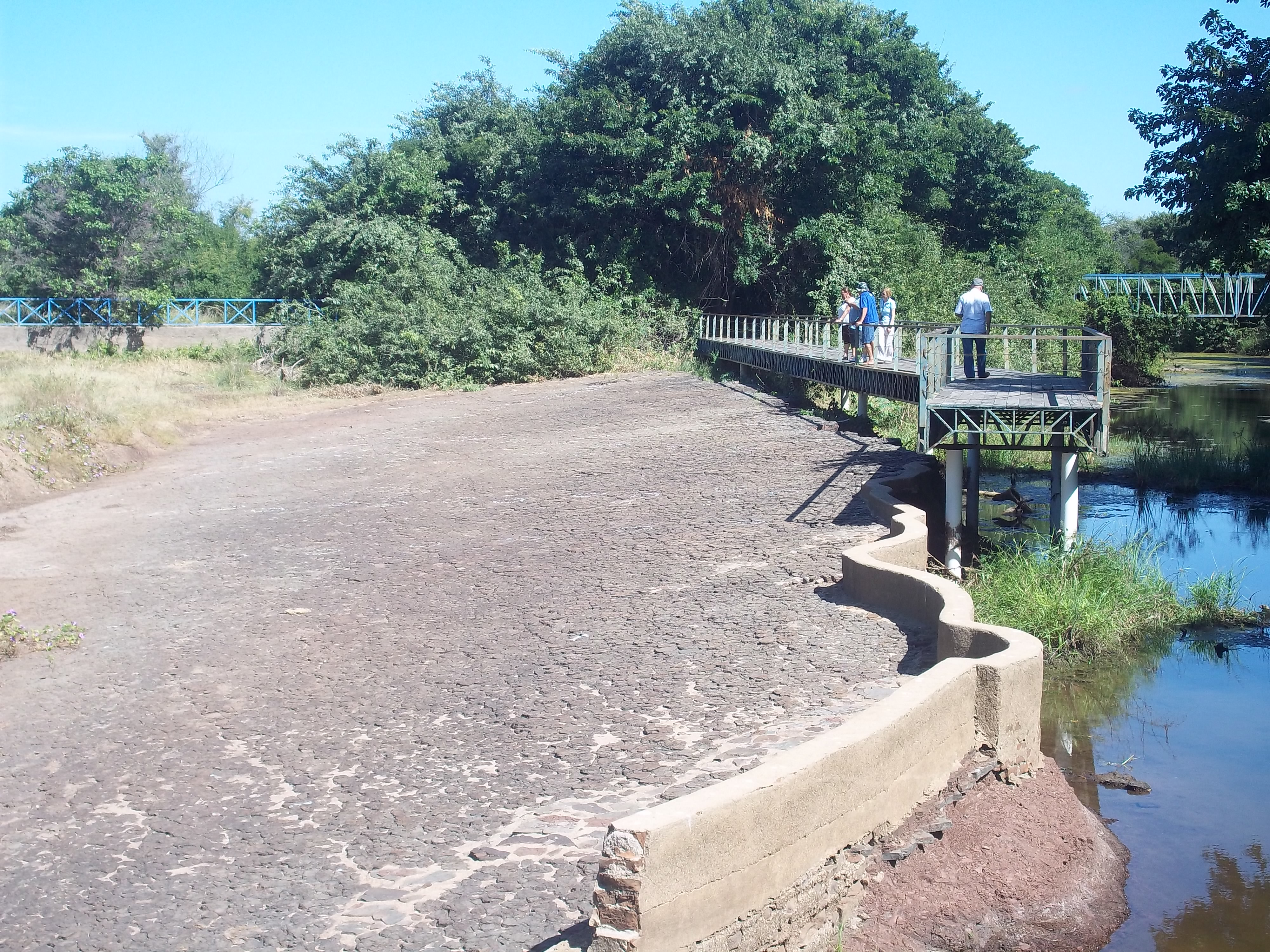
Vista do local das pegadas fossilizadas no Vale dos Dinossauros.

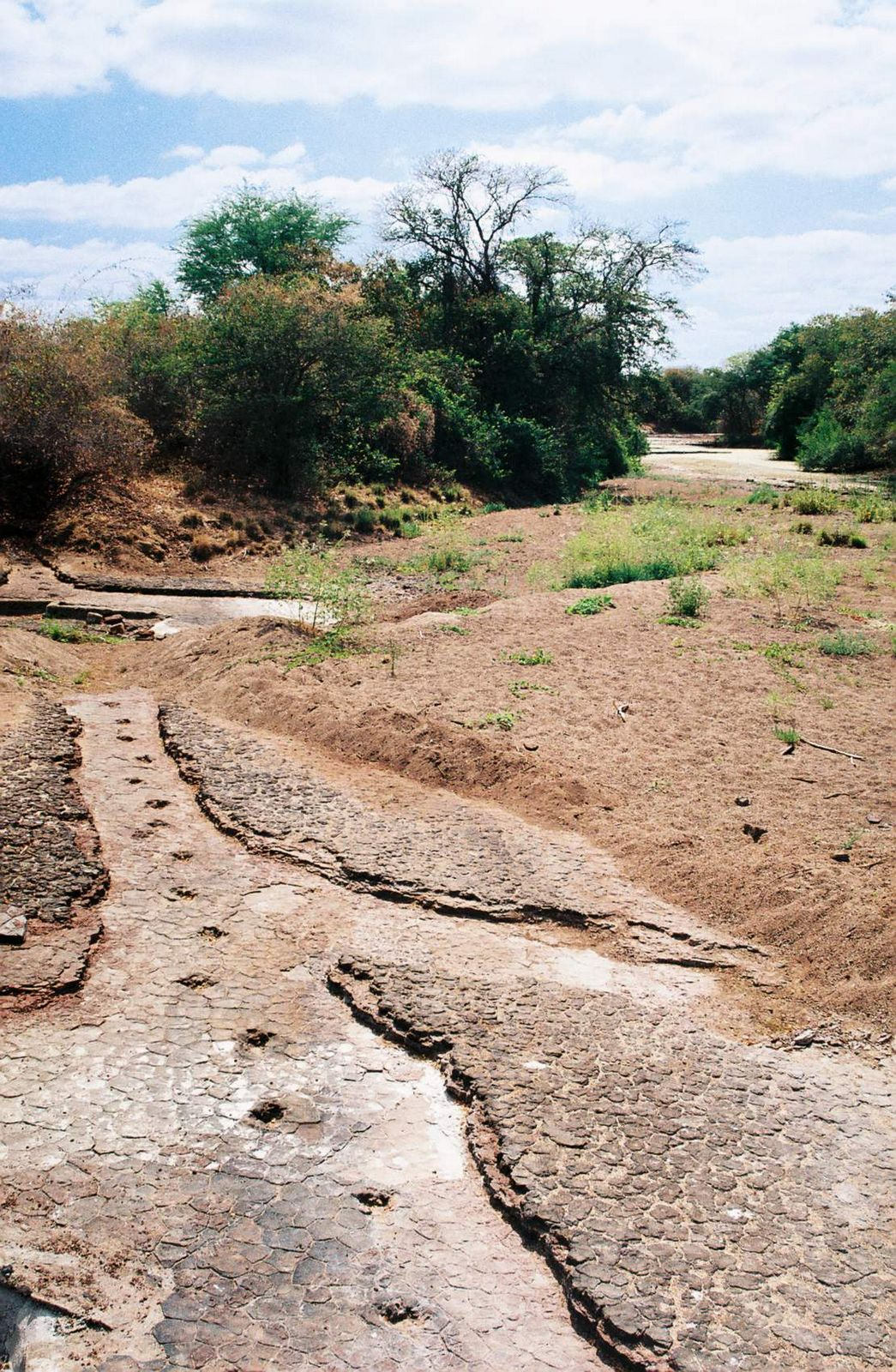
Trilha de um Carnossauro no Vale dos Dinossauros.

O Vale dos Dinossauros é uma unidade de conservação do estado da Paraíba, criada em 27 de dezembro de 2002 pelo Decreto Estadual N.º 23.832 e classificada como um Monumento Natural. Conhecida principalmente pela presença de centenas de pegadas fossilizadas de dinossauros.
É um dos mais importantes sítios paleontológicos do Brasil, com descobertas científicas servindo como referência para várias pesquisas ao redor do mundo. Na região da América Latina, é o maior conjunto de pegadas de dinossauros provenientes da fase inicial do período Cretáceo. No entanto, infelizmente tem corrido risco de destruição devido ao mau estado de proteção de determinados locais com presença de pegadas.
Compreende uma área de mais 1.730 km², abrangendo aproximadamente 30 localidades no alto sertão da Paraíba (Brasil), entre elas os municípios de São João do Rio do Peixe, Sousa, Aparecida, Marizópolis, Vieirópolis, São Francisco, São José da Lagoa Tapada, Santa Cruz, Santa Helena, Nazarezinho, Triunfo, Uiraúna, Cajazeiras. Os registros mais importantes estão no município de Sousa, distando 7 km da sede do município. O acesso é feito pela PB-391 sentido Sousa/Uiraúna.
Os achados mais importantes estão na Bacia do Rio do Peixe, município de Sousa, a 420 km de João Pessoa. Lá, encontram-se rastros e trilhas fossilizadas de mais de 80 espécies em cerca de 20 níveis estratigráficos. Destacam-se as trilhas das localidades da Passagem das Pedras, onde foram descobertas os primeiros indícios de dinossauros brasileiros, no fim do século XIX.
Em toda a região, encontram-se rastros fossilizados cujo tamanho varia de 5 cm (de um dinossauro do tamanho de uma galinha), até 40 cm, como as pegadas de iguanodonte de 4 toneladas, 5 metros de comprimento e 3 metros de altura. A maioria das pegadas são de dinossauros carnívoros. Uma trilha com 43 metros em linha reta é a mais longa que se conhece no mundo. De acordo com os paleontólogos, esses rastros têm pelo menos 143 milhões de anos.[carece de fontes?]
Existe também (embora em menor quantidade), marcas petrificadas de gotas de chuva, plantas fósseis, ossadas parciais de animais pré-históricos e pinturas rupestres feitas pelos antigos habitantes. Estas últimas localizam-se principalmente no Serrote do Letreiro (em Sousa) e Serrote da Miúda (nos municípios de São Francisco e Santa Cruz).
As marcas deixadas por esses animais pelo sertão paraibano despertam o interesse de cientistas brasileiros e estrangeiros, atraindo também muitos turistas e curiosos de todo o mundo.

## Características
O clima é do tipo quente e úmido com chuvas de verão e outono, a temperatura média entre 27º a 28 °C e a precipitação em torno de 800 a 1000mm. A formação florestal é do tipo caatinga em geral de porte arbóreo. Na área existe a maior concentração de pegadas fossilizadas de dinossauros, a mais expressiva do mundo pela variedade de espécies: são pegadas de mais de 80 espécies distintas, variando entre 5 e 40 cm de comprimento, a maioria de dinossauros carnívoros.
A situação fundiária encontra-se totalmente regularizada, o governo do Estado através da SUDEMA (Superintendência de Administração do Meio Ambiente) e em parceria com a prefeitura municipal, desapropriou e realizou a compra da área. O monumento natural tem a disposição 15 funcionários de nível médio e superior disponibilizados pela prefeitura de Sousa, além dos técnicos da SUDEMA/CEA  (Coordenadoria de Estudos Ambientais), para gerenciar e administrar o monumento. Possui um centro de visitação, constituído por auditório, museu, toaletes, almoxarifado, recepção e quiosques, que servem de apoio para lanches, aulas práticas e vendas de sourvenir, além de estacionamento para carros e ônibus.
Existem na unidade trilhas interpretativas com placas indicativas, e o local se encontra cercado e com portão para o controle de entrada e saída dos visitantes. A visitação é realizada durante todo o ano, por escolas na prática de Educação Ambiental, por turistas e pesquisadores. Atualmente recebe duas mil pessoas por mês.

## Sousatitan
Em 2016 uma equipe liderada pela paleontóloga Dra. Aline Ghilardi escavou e descreveu um osso de dinossauro que foi encontrado na região por um morador local, o Sr. Luiz Carlos Gomes. Trata-se de uma fíbula de uma espécie desconhecida de titanossauro, informalmente denominada Sousatitan.